# Harold Kitching
Harold Edward Kitching (Great Ayton, Yorkshire, 31 d'agost de 1885 – Great Ayton, 18 d'agost de 1980) va ser un remer anglès que va competir a començaments del segle XX i posteriorment fou high sheriff de Durham.
Kitching nasqué a Great Ayton, i estudià a la Universitat de Cambridge, on remà amb l'equip de la universitat en la Regata Oxford-Cambridge de 1908 i 1909. El 1908 disputà els Jocs Olímpics de Londres, on guanyà la medalla de bronze en la prova del vuit amb timoner del programa de rem.
Durant la Primera Guerra Mundial va servir com a segon tinent del 5è batalló de la Durham Light Infantry. Posteriorment fou ascendit a tinent coronel, va rebre la MBE i el 1941 fou nomenat high sheriff de Durham in 1941. Fou president de la Stokesley Agricultural Society.